# Club Social y Deportivo Villa Española
El Club Social y Deportivo Villa Española es un club deportivo uruguayo, fundado en el año 1940 y radicado en la ciudad de Montevideo, dentro del barrio del mismo nombre. Actualmente juega en la Primera División Amateur.
Fundado inicialmente por como un club de boxeo, está dedicado deportivamente a las ramas de fútbol, boxeo y atletismo, pero para la institución también tiene un peso muy importante el trabajo comunitario que busca recomponer lazos sociales en la comunidad y promover el sentido de pertenencia de los vecinos de la zona.
Dentro del fútbol, su principal logró fue el título 2001 de la Segunda división uruguaya. Compitió en Primera División en los años 1998, 2000, 2002, 2003, 2008, 2016 y 2021.

## Historia

### Sus inicios
El club surge en el parque social que tenía la Asociación Española Primera de Socorros Mutuos, que era el lugar donde la colectividad emigrante de Montevideo celebraba las romerías todos los fines de semana. Allí se levantaban escenarios donde actuaban orquestas integradas por músicos y cantantes españoles, y donde las botas llenas de vino, gaiteros y pandereteras llevaban la alegría a cada uno de los rincones del poblado campo lleno de eucaliptus.
El Club Social y Deportivo Villa Española fue fundado el 18 de agosto de 1940 como un club de boxeo bajo el nombre de Villa Española Boxing Club. Como querían mantener esa esencia, en 1950 se formó una sección de fútbol dentro del club, pero que debió comenzar a competir bajo el nombre de Centenario Juniors. En 1952 cambió su nombre a Villa Española.
Desde su surgimiento, los colores que lo identificaron fueron el amarillo, el rojo y últimamente complementados por el azul violeta, colores tomados de la Segunda República Española, por parte de los españoles que emigraron al Uruguay.

### Incursión en el fútbol
El recorrido del club en sus primeras décadas fue de altibajos, con ascensos y descensos en las categorías de ascenso del fútbol uruguayo.
En sus primeros recorridos, algunos logros fueron la obtención de los títulos de campeón en la Divisional Extra B (nivel 5) en 1958, Divisional Extra A (nivel 4) en 1964, así como cuatro títulos en la Primera "C" o Segunda División Amateur (nivel 3) en 1973, 1980, 1987 y 1996.

### Ascenso y problemas administrativos
Villa Española disputó el Campeonato de Segunda División en 2004, y por problemas económicos no pudo disputar el campeonato de 2005 y 2006.
En 2007 retornó a segunda división y consiguió el ansiado ascenso a la Primera división tras obtener el último cupo de ascenso, eliminando a El Tanque Sisley en los play-offs. Sin embargo, solo participó del Torneo Apertura del Campeonato Uruguayo de Fútbol 2008-09, porque fue descendido administrativamente a media temporada por problemas económicos.
En el año 2013 pudo pagar sus deudas y volver a competir en la Segunda División Amateur, tercera y última categoría local.

### Retorno y descenso

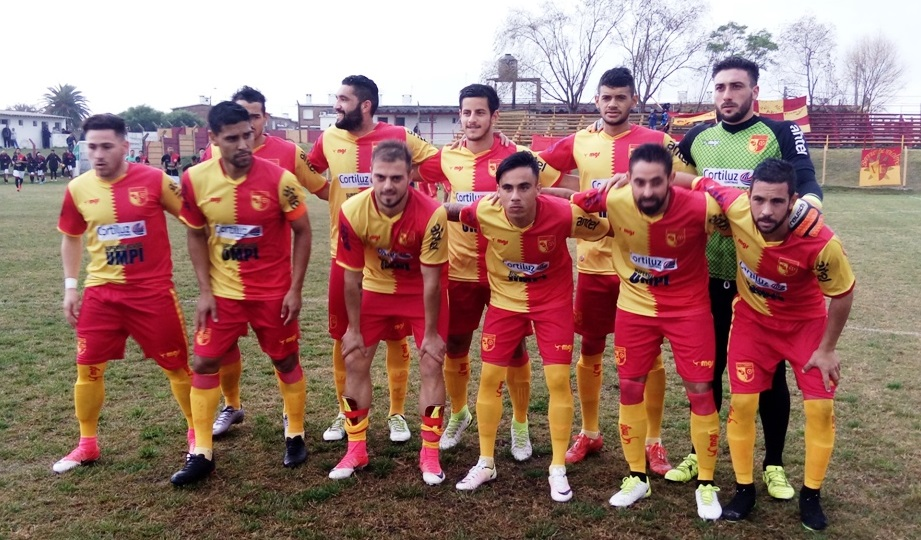
Plantel antes de enfrentarse a Rentistas, por la temporada 2017 de la Segunda División.

En su camino hacia el retorno, participó en la Segunda División Amateur. Abrió su participación con un vicecampeonato en el Torneo Apertura, alcanzando 27 puntos sobre los 30 posibles (única derrota ante Oriental de La Paz, el campeón). Luego el Villa se coronó campeón de la Liguilla (Clausura) y la Tabla Anual, llegando entonces con ventaja para disputar la final por el ascenso ante el propio Oriental.
Villa Española derrotó en los dos partidos finales a Oriental de La Paz logrando el título de Campeón Uruguayo de la Segunda División Amateur y consiguiendo el ascenso a la Segunda División Profesional.
En el 2014, en el mismo año de ascenso fue animador de la Segunda División Profesional, culminando en segundo lugar. No obstante, en los play-off no logró el ascenso.
En 2016 logró el ascenso a la Primera División Profesional, pero no logró conservar la categoría, volviendo a descender a la Segunda División, nivel en el que permaneció hasta la temporada 2020.

## Tareas culturales
A través de la Comisión de Cultura de la institución se realizan diversos talleres: talleres de economía familiar, sexualidad, acoso callejero y con familiares de detenidos desaparecidos, los cuales permitieron abordar cuestiones extra-futbolísticas en el vestuario. Además, se realizó la implantación de una biblioteca "popular" de apoyo al barrio. También existe artística y cultural en la “Cantina Sócrates”  (llamada así por el exfutbolista brasileño impulsor de la Democracia Corinthiana, otra referencia ideológica del equipo).
Otra peculiaridad es que previamente a los partidos el capitán (durante el clásico intercambio de banderines) entrega al capitán del equipo adversario un cajón con plantas con distintas especies que crecen en la propia huerta del estadio Obdulio Varela.

### Cultura de barrio, y un nuevo ascenso/descenso
En su temporada 2020, Villa Española logró el ascenso a la Primera División, destacando por ser uno de los presupuestos más bajos de toda la divisional.[cita requerida] El club perdería la categoría, nuevamente, en su temporada de ascenso, pero en esos años la institución alcanzó otras transformaciones que trascendieron lo estrictamente futbolístico.
Se comenzó a dar un fuerte vinculamiento del club en causas tanto sociales como políticas. Este posicionamiento va de la mano con la instalación del lema o eslogan "cultura de barrio", que busca identificar al club con su barrio y su política cultural. Desde 2018, en cada 20 de mayo el equipo adhiere a la Marcha del Silencio por los desaparecidos en Dictadura, no estando exento de polémicas. Desde 2020 utiliza durante el mes de septiembre ("mes de la diversidad") como camiseta titular algún diseño que haga referencia al arcoíris representativo de la diversidad sexual, mientras que, en 2021, el club fue centro de polémica al vestir como indumentaria oficial una camiseta en apoyo a la Marcha del Silencio con las imágenes de los desaparecidos y con el reclamo «verdad y justicia». También se comenzó a utilizar fuertemente el color violeta para complementar el tradicional aurirrojo del club, en alusión a la bandera de la República Española, así como la colocación de un enorme cartel con el mensaje "NUNCA MAS" en referencia a la Dictadura. Esto provocó la denuncia en el formulario por parte de los árbitros, pero la AUF no intervino con sus tribunales, ya que se consideró que no se trataba de posturas políticas sino de defensa de los derechos humanos, valores que la AUF debe promover y defender. A su vez, directivos ajenos al oficialismo del club acusan un manejo demasiado politizado de la institución, lo cual se opondría con los propios estatutos del equipo.
Hoy esos pocos socios que denunciaron a su propio club han destrozado a un club modelo, al que afortunadamente varios clubes han tomado su bandera y siguen dando visibilidad a temas tratados por este club.
Hoy esos socios devenidos en directivos, hacen abiertamente política con el club participando de seminarios políticos, apoyando a candidatos desde su posición y homenajeando a la Intendencia de Montevideo con los "300 años" situación altamente politizada. Como por ejemplo el señor Edgardo Ramos verde que hizo una denuncia al club para tomarlo sin tener que ir a elecciones junto a Matías Costa y Fabián Umpierrez que este último maneja el club desde las sombras, todo eso le causó un daño impresionante al club y que se encuentra sin parcialidad y sin apoyo de los vecinos, el club es dirigido por 10 o 12 personas que no representan en nada al barrio ni a los vecinos, ojalá esto no dure para siempre y vuelva la cultura que hizo grande al club luchando por las causas sociales y luchando por los más vulnerables. Este señor E.R además de denunciar a su propio club denunció a un grupo de hinchas referentes, manchando la imagen del club de la hinchada y de todos los códigos que se tiene en el fútbol, le queda poco tiempo a estas personas porque el barrio ya no los apoya como cuando quisieron tomar el club, muchas personas hoy quieren la vuelta de cultura de barrio, esto demuestra que algunas semillas germinaron tarde pero al fin germinaron.   

## Símbolos

### Colores

Villa Española utiliza los colores de la bandera de la República Española: rojo y amarillo como colores principales, y el morado como complemento.

El club utiliza su simbología para realizar reivindicaciones ideológicas. Una de ellas está en los colores del club: los cuales son rojo y amarillo por la bandera de España, a los cuales suma el color morado (o violeta) que conformaba la Bandera de la República Española. De esta manera se homenajea a los inmigrantes españoles que formaron la Villa Española en Montevideo.

### Himno
El himno oficial del club entona:
Barrio de mi alma cubierto por las flores
de mil colores, gracia celestial,
donde no existen las penas ni dolores
rincón de España que abraza al Uruguay
(...)
Villa Española con alma y vida
yo te dedico esta canción
para que escuches sus armonías
y se te alegre el corazón.
Barrio querido cubierto por las flores,
de mil colores refugio de amistad
ese es mi barrio que lindo que lo veo
flor de Montevideo, orgullo nacional.
El destacado artista Canario Luna popularizó otro himno para Villa Española, llamado "Al Villa con Amor" (Letra y música de Aníbal Bueno):
Al Villa con amor, al rojo corazón, al amarillo del sol que nunca falla
Aurirroja mi pasión, y de un barrio la ilusión, hoy me declaro al Villa con amor

### Escudo y bandera
El escudo del club se compone principalmente por amarillo y rojo, y en alguna ocasión también se incluye el negro. El primer escudo del equipo fue en color azul, con las iniciales "V" y "E". Según algunas versiones del escudo de Villa Española, a veces se incluye "Club Social y Deportivo" y en otras solamente las iniciales "C. S. y D.".
La evolución de los escudos ha llevado al de hoy día con el guante de boxeo, deporte fundacional, el fútbol y el atletismo. Para 2021, el club cambió su imagen, agregando una silueta de una mujer corriendo por delante de la del hombre, y una línea violeta recorriendo todo el escudo.
Por su parte, la bandera de Villa Española se divide en una mitad superior de color rojo y una mitad inferior de color amarillo. En la zona roja contiene el nombre del club, mientras que en la zona amarilla tiene la fecha de fundación y la frase: "flor de Montevideo, orgullo nacional". En el medio de la bandera se ubica, a pequeña escala, el escudo del club.
Evolución del escudo
|  |  |  |  |  |  |  |

## Uniforme

### Uniforme titular
Desde sus inicios, los colores que identificaron a Villa Española fueron el amarillo y el rojo. En sus uniformes, siempre estuvieron estos colores presentes, siendo utilizados en una gama de tonalidad clara y al mismo tiempo intensa.
La camiseta titular es mitad amarilla mitad roja, con algunas variaciones puntuales de diseño.
|  | 2014-2015 |  | 2015-2016 |  | 2016 |  | 2017 |  | 2018 |  | 2021 |

### Uniforme alternativo
El uniforme alternativo ha tenido variaciones. En las últimas temporadas, el club tuvo camisetas alternativas azules, las cuales pasaron en los últimos años a ser violetas. En la actualidad, consta de una camiseta violeta, con detalles en amarillo y rojo.
En 2021 a la camiseta se le llamó "Villa Diversidad" y homenajeó a Wilson Oliver, el primer futbolista uruguayo declarado homosexual. A su vez, el club también sacó una remera conmemorativa de los detenidos desaparecidos por la última dictadura cívico-militar.
|  | 2014-2015 |  | 2017 |  | 2018 |  | 2021 |

### Proveedores y patrocinadores
| Período       | Proveedor         |
| ------------- | ----------------- |
| 1940-1995     | Bandera de ?      |
| 1995-1998     | Managmen          |
| 1998-2002     | Reusch            |
| 2002-2006     | Meta              |
| 2006-2020     | Mgr Sport         |
| 2021-presente | Cultura de Barrio |

| Período       | Parte delantera            | Parte trasera | Mangas o short |
| ------------- | -------------------------- | ------------- | -------------- |
| 1940-1995     | Bandera de ?               | Bandera de ?  | Bandera de ?   |
| 1995-1998     | Bandera de ?               | Bandera de ?  | Bandera de ?   |
| 1998-2002     | Cymaco                     | Bandera de ?  | Bandera de ?   |
| 2002-2008     | FUNSA                      | Bandera de ?  | Bandera de ?   |
| 2008-2010     | Cymaco                     | Bandera de ?  | Bandera de ?   |
| 2013-2014     | Iara                       | Bandera de ?  | Bandera de ?   |
| 2014-2015     | Iara                       | Crufi         | Antel          |
| 2017          | Cortiluz Supermercado Umpi | Crufi         | Antel          |
| 2018-2019     | Cortiluz                   | Crufi         | Antel          |
| 2020-2021     | Santa Clara                | Dublin        | Antel          |
| 2022-presente | El Recreo                  | Dublin        | Antel Packbox  |

## Infraestructura

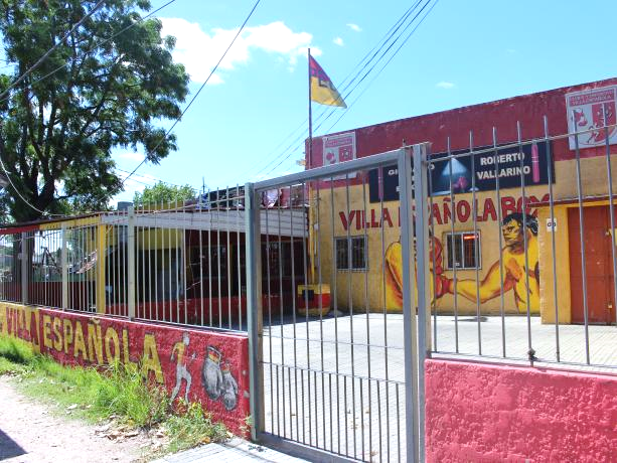
Sede del club.

El club disputa sus partidos de local en el Estadio Obdulio Jacinto Varela, ubicado en el Barrio Parque Guaraní en Montevideo. Tiene capacidad para 5000 espectadores, pero considerando espacios sin asientos en los que el público estaría de pie, puede alcanzar las 7 mil personas. Por su parte, si se contabiliza a todos los espectadores sentados, el número desciende. Fue inaugurado en 2003.
Anteriormente disputaba sus partidos en el "Parque España" (anteriormente "Parque Sáenz") ubicado en pleno Villa Española, sobre la calle Corrales al lado de la fábrica de Funsa; pero el terreno debió ser expropiado por la Intendencia de Montevideo al realizar la extensión de la Avenida José Pedro Varela. Posteriormente se le fue asignado el terreno donde actualmente se encuentra el estadio Obdulio Varela en Parque Guaraní.
Por su parte, su sede social se ubica dentro del Barrio Villa Española. Recientemente la Intendencia de Montevideo realizó una reforma en ella, con una inversión de 3 millones de pesos uruguayos. La obra fue impulsada por el club dentro del Presupuesto Participativo y consiguió el voto de 324 vecinos. La modificación consistió en múltiples mejoras en la fachada de la sede, y la instalación de un bicicletero.
Su clásico rival es el Club Atlético Basáñez, fundado en el barrio vecino de La Unión pero también identificado con Malvín Norte.

## Otras disciplinas deportivas

### Boxeo

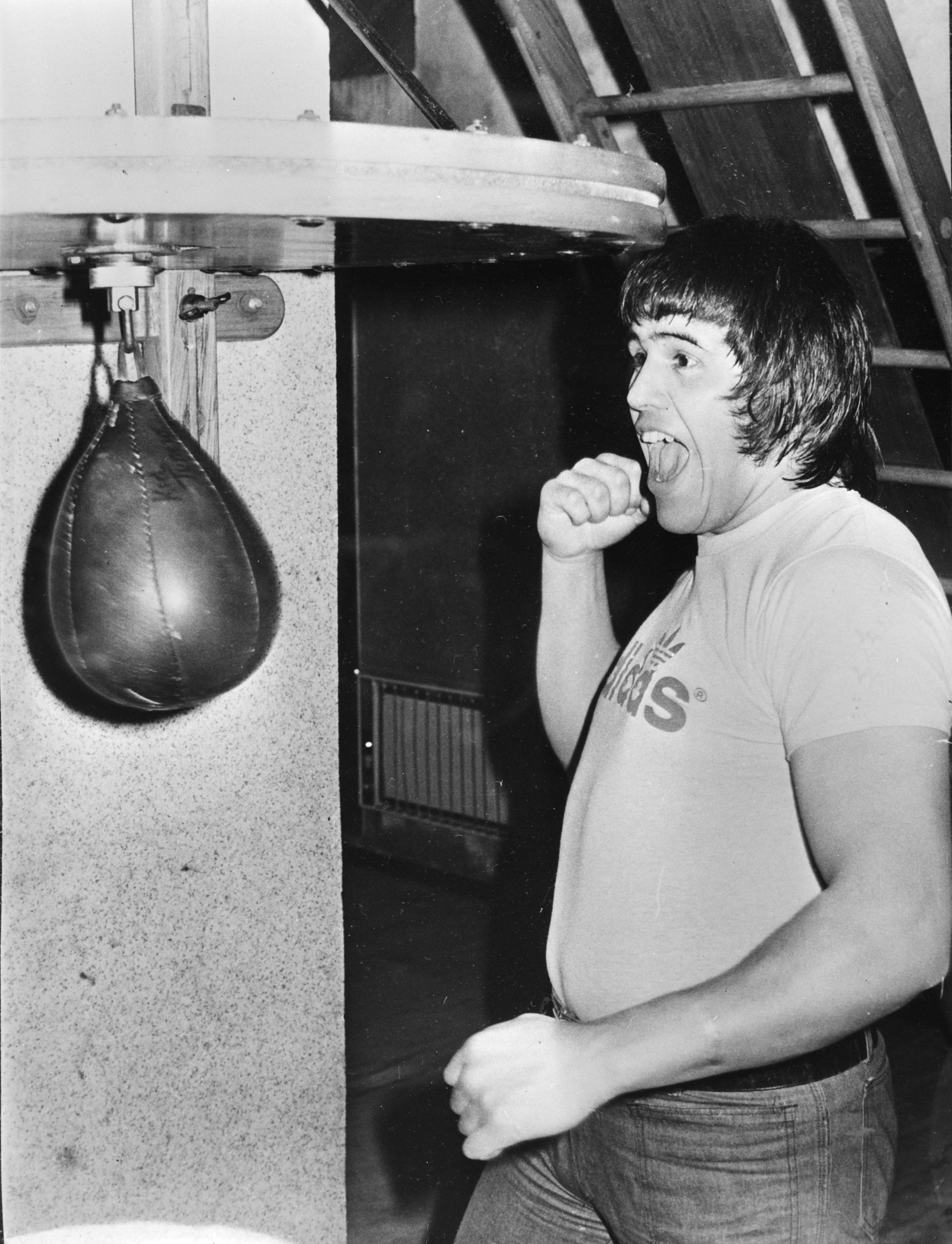
Alfredo Evangelista fue el boxeador uruguayo más famoso de la historia, surgido en Villa Española.

Villa Española nació como club dedicado a la práctica del boxeo. De Villa Española surgió Alfredo Evangelista, campeón europeo de pesos pesados que disputó el campeonato mundial de los pesos pesados de 1977 contra Muhammad Alí, perdiendo en 15 asaltos por puntos, y contra Larry Holmes, perdiendo por K.O en el octavo asalto en 1978.
Actualmente el club compite en peleas amateurs de la mano de los entrenadores Juan "Zurdo" Dorrego y Juan "Chino" Rosales. En alguna camiseta de Villa Española llegó a estar el rostro de Evangelista, en reconocimiento al boxeador.

### Atletismo
Dentro del atletismo, compite en algunas competiciones nacionales e internacionales organizadas por la Agrupación de Atletas del Uruguay y la Confederación Atlética del Uruguay.

## Jugadores

### Jugadores destacados
- Máximo goleador histórico:  Zurdo Zarate
- Adrián Gunino
- Marcelo Guerrero
- Tabaré Silva
- Juan Ferreri
- Ricardo Bitancort
- Diego Meijide
- Pedro Pedrucci
- Alain Nkong
- Damián Santín
- Mathías Riquero
- Carlos Camejo

## Palmarés

### Torneos nacionales
| Competición                                                | Títulos                      | Subtítulos                         |
| ---------------------------------------------------------- | ---------------------------- | ---------------------------------- |
| Segunda División Profesional (1)                           | 2001                         | 1997, 1999, 2007-08, 2015-16, 2020 |
| Tercera categoría de fútbol en Uruguay (5)                 | 1973, 1980, 1987, 1996, 2014 |                                    |
|                                                            |                              |                                    |
| Cuarta categoría de fútbol en Uruguay (1)                  | 1964                         |                                    |
| Quinta categoría de fútbol en Uruguay (1)                  | 1958                         |                                    |
| Torneo Apertura Tercera categoría de fútbol en Uruguay (1) | 2024                         |                                    |

### Ascensos a Primera División
Villa Española logró seis veces el ascenso a Primera, en los años: 1997, 1999, 2001, 2008, 2016, 2020.

### Juveniles
- Campeonato Uruguayo Divisional B (Sub 19) (1): 2022

Villa Española logró el ascenso por primera vez en su historia a la divisional A Divisiones juveniles del fútbol de Uruguay en 2022